# Cantó d'Entraigas
El cantó d'Entraigas és un cantó francès del departament de l'Avairon, situat al districte de Rodez. Té 5 municipis i el cap cantonal és Entraigas.

## Municipis
- Lo Fèl
- Entraigas
- Espeirac
- Golinhac
- Sent Ipòli

## Història
| Data d'elecció                           | Identitat             | Partit        | Qualitat |
| ---------------------------------------- | --------------------- | ------------- | -------- |
| 1979-1992                                | Robert Cassagnes      | UDF           |          |
| 1992-1998                                | Jacques Blanc         | UDF           |          |
| 1998-2004                                | Pierre Laurens        | Divers droite |          |
| 2004-                                    | Jean-François Albespy | Divers droite |          |
| les dades anteriors no són pas conegudes |                       |               |          |
|                                          |                       |               |          |

## Demografia
| 1962  | 1968  | 1975  | 1982  | 1990  | 1999  | 2006  |
| ----- | ----- | ----- | ----- | ----- | ----- | ----- |
| 3.262 | 3.532 | 3.262 | 3.186 | 2.905 | 2.548 | 2.608 |